# 북동부주 (아이티)

북동부 주의 위치

북동부주(프랑스어: Nord-Est 노레스트[*], 아이티어: Nòdès 노데스)는 아이티 북동부에 위치한 주로 주도는 포르리베르테이며 면적은 1,623km2, 인구는 283,800명(2002년 기준)이다.
서쪽으로는 북부 주, 남쪽으로는 중앙 주와 접하며 동쪽으로는 도미니카 공화국과 국경을 접한다. 4개 구를 관할한다.